# Linares (lugar)
Linares (en eonaviego, Ḷḷinares) es un lugar perteneciente a la parroquia de Linares, en el concejo de Allande, comarca del Narcea, Principado de Asturias, España.